# Rue Louis-Maydieu
 (août 2017).
Si vous disposez d'ouvrages ou d'articles de référence ou si vous connaissez des sites web de qualité traitant du thème abordé ici, merci de compléter l'article en donnant les références utiles à sa vérifiabilité et en les liant à la section « Notes et références ».
La rue Louis-Maydieu est une voie de la ville de Bordeaux.

## Situation et accès
Elle est située dans le quartier de Caudéran. Il s'agit d'une courte rue transversale permettant de relier deux axes importants de Caudéran, la rue Pasteur et la rue Jules-Ferry, selon un axe nord-sud. Elle est ouverte à la circulation dans ce même sens unique.

## Origine du nom
La rue est dénommée Louis Maydieu (1788-1872) dont le père, Pierre Maydieu (1755-1816), était devenu baron d'Empire le 26 février 1814. Louis Maydieu s'était allié à la famille Balaresque, alors propriétaire des terrains qui sont aujourd'hui délimités par les rues Jules-Ferry, Louis-Maydieu et Pasteur.

## Bâtiments remarquables et lieux de mémoire

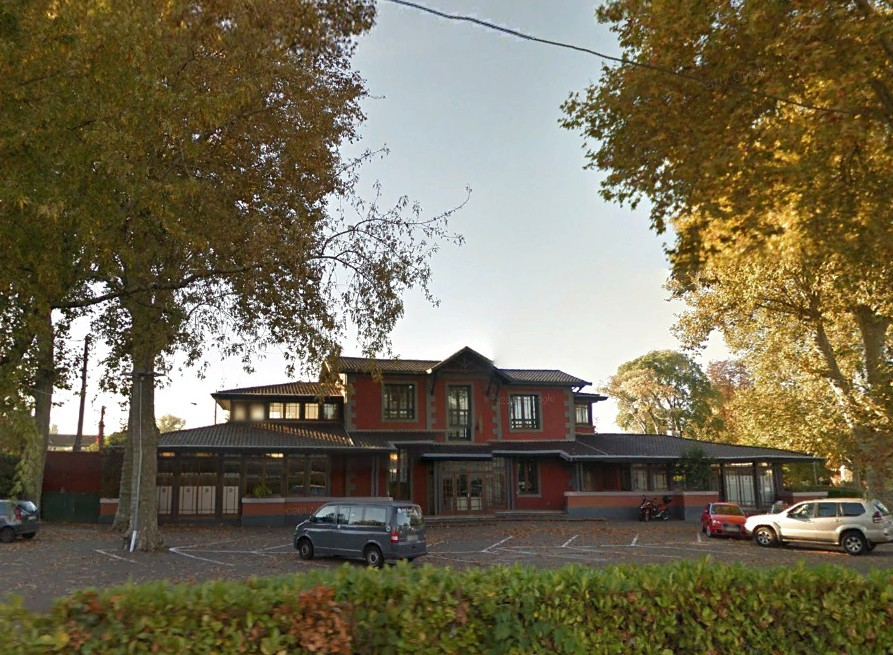
La Villa Primrose vue depuis la rue.

Côté pair, la rue est bordée par les courts de tennis de la Villa Primrose (dont l'entrée se situe au 81, rue Jules Ferry) et impair, par quelques maisons.
- no 8 : villa Berthe avec agrafe rocaille.
- no 9 : demeure de style néo-Louis XVI qui associe fenêtres encadrées par des pilastres, fronton sculpté en arc-de-cercle et toit pentu en ardoise.
- no 17 : maison caractéristique du XIXe siècle avec balcons en fer forgé soutenus par des consoles, cartouche à décor rocaille et corniche de style architravée.
- no 35: maison années 1970 construite par l'architecte bordelais Michel Sadirac. Maison caractéristique du style de ces années là qui associe les murs en cailloux lavés et le béton.